# Phaeochroops colopacilis
Phaeochroops colopacilis är en skalbaggsart som beskrevs av Kuijten 1981. Phaeochroops colopacilis ingår i släktet Phaeochroops och familjen Hybosoridae. Inga underarter finns listade i Catalogue of Life.